# Economía de Bosnia y Herzegovina
Bosnia y Herzegovina es una de las economías menos desarrolladas de todo el continente europeo.
Actualmente es una de las repúblicas más pobres de la antigua Yugoslavia debido a la devastadora guerra de Bosnia (1992-1995). Durante los años de la guerra, la economía no solo estaba estancada sino que experimentó un enorme retroceso y la mayor parte de la población subsistía gracias a la ayuda humanitaria exterior. Al deterioro de la economía se unió el bloqueo económico por parte de países vecinos - Serbia y Croacia.
Este derrumbamiento del comercio interno yugoslavo a principios de los años 90, situó a la economía de Bosnia en una situación bastante problemática, especialmente porque dependía enormemente de la venta de su producción agrícola y mineral al resto de la federación yugoslava.

## Reconstrucción
La reconstrucción estuvo financiada en parte por los 5 billones de dólares americanos de ayuda internacional.  Aunque la división de la economía en dos jurisdicciones ha dificultado la manera de establecer la política económica, la economía de Bosnia creció enormemente durante los años 90. Se ha establecido un banco central y se ha acuñado una moneda común, el Konvertibilna Marka.
Inicialmente, la mayor parte de la ayuda internacional de posguerra se dirigió a la región musulmana-croata.  La República Srpska consiguió restablecer su sector industrial de nuevo gracias a la ayuda de Yugoslavia.  La guerra entre la OTAN y Yugoslavia a finales de los años 90 hizo que la economía bosnia-serbia retrocediera de nuevo.  Desde entonces, el gobierno central ha recibido una serie de préstamos, de una total de 250 millones de dólares aproximadamente, procedentes del FMI (Fondo Monetario Internacional).  Bosnia ha comenzado a transformarse en una economía de mercado.  El gobierno espera que la apertura de la economía atraiga grandes inversiones y que los profesionales que han estado en el exilio desde la guerra regresen a su país.

## Agricultura
Sus principales productos agrícolas son el tabaco y la fruta; la crianza de ganado es también bastante importante.

## Sector  Secundario
Existen grandes minas, particularmente de cobre, plomo, zinc y oro, además de mineral ferroso y carbón

## Moneda
El marco convertible bosnio (konvertibilna marka, BAM) es la unidad monetaria de esta república. Se divide en 100 pfennig (pfeninga). Tiene una paridad frente al euro de 0,51129 EUR por 1 BAM (es decir 1 EUR = 1,95583 BAM), la misma que se fijó para el canje del antiguo marco alemán con la aparición del euro. Hay en circulación en la actualidad (junio de 2006) monedas de 5, 10, 20 y 50 pfennig, y de 1, 2 y 5 marcos; así como billetes de 1, 2, 5, 10, 20, 50, 100 y 200 marcos. Salvo el billete de 200 marcos, los demás presentan dos modelos: uno para la Federación de Bosnia y Herzegovina, otro para la República Srpska.

## Características
La economía de Bosnia-Herzegovina, además de estar dividida de facto en tres áreas diferentes y hasta hace poco muy escasamente relacionadas, se halla inmersa en tres procesos distintos pero simultáneos e interrelacionados:
- Su transición de una economía dependiente de la ayuda internacional a una economía autosuficiente:

Desde el fin de la guerra se han conseguido avances significativos en la reconstrucción del país. Si bien se partía del desastre dejado por casi cuatro años de lucha, Bosnia-Herzegovina registró, gracias al enorme esfuerzo de ayuda internacional, la mayor tasa de crecimiento en el mundo entre 1996 y 1998.
Sin embargo, y a pesar de ello, no puede decirse que exista todavía un sistema legal definido, con un marco regulador inequívoco y que se cumpla con normalidad, lo que genera una incertidumbre que retrae a los inversores, que sufren enormes primas de riesgo.
- El paso a una economía de mercado:

Todavía no hay suficiente transparencia, ni mecanismos de defensa de la competencia ni tampoco un mercado de trabajo medianamente flexible, o una básica seguridad sobre el cumplimiento de los contratos.
- El afianzamiento de sus instituciones económicas:

En concreto, el sector financiero necesita una reforma urgente, pues se encuentra en una posición de debilidad acusada; no hay tradición de intermediación financiera no bancaria; los bancos están descapitalizados y no son capaces de atraer depósitos suficientes para ofrecer préstamos a las empresas.